# IC 2012
IC 2012 هو اصطدام مجري، يقع في كوكبة الشبكة (كوكبة).

## روابط خارجية
- IC 2012 على موقع ويكي سكاي: DSS2, SDSS, GALEX, IRAS, Hydrogen α, X-Ray, Astrophoto, Sky Map, Articles and images